# Metalectra
Metalectra is een geslacht van vlinders van de familie spinneruilen (Erebidae).

## Soorten
- M. agathia Druce, 1890
- M. aglaia Schaus, 1912
- M. agriodes Schaus, 1914
- M. albifasciata Schaus, 1912
- M. albilinea Richards, 1941
- M. alcis Schaus, 1914
- M. analis Schaus, 1916
- M. argina Druce, 1890
- M. bigallis Smith, 1908
- M. carneomacula Guenée, 1852
- M. castrensis Schaus, 1916
- M. ceyx Schaus, 1914
- M. cinctus Smith, 1905
- M. croceipalpis Schaus, 1912
- M. cryptogramma Kaye
- M. charopus Schaus, 1912
- M. chlorotherma Hampson, 1926
- M. diabolica Barnes & Benjamin, 1924
- M. didyma Dyar, 1914
- M. diffusa Schaus, 1912
- M. discalis Grote, 1876
- M. diversata Dyar, 1914
- M. ecchlora Hampson, 1926
- M. edilis Smith, 1906
- M. elongata Schaus, 1912
- M. furva Schaus, 1914
- M. geminicincta Schaus, 1916
- M. incivilis Walker, 1865
- M. leucostrigilla Hampson, 1926
- M. lithostis Schaus, 1916
- M. lotis Schaus, 1912
- M. marginata Warren, 1889
- M. mesoscia Hampson, 1926
- M. miserulata Grote, 1882
- M. mochtheros Dyar, 1914

- M. monopais Dyar, 1914
- M. nigellus Dognin, 1912
- M. nireus Schaus, 1912
- M. novitata Kaye, 1901
- M. ochrosema Hampson, 1926
- M. pamela Schaus, 1906
- M. paralappa Dyar, 1914
- M. parviquadrata Kaye, 1901
- M. pexiceras Hampson, 1926
- M. picta Schaus, 1906
- M. piperata Kaye, 1924
- M. praecisalis Hübner, 1823
- M. punctilinea Walker, 1862
- M. quadrisignata Walker, 1857
- M. richardsi Brower, 1941
- M. roseitincta Schaus, 1916
- M. safina Schaus, 1916
- M. schizospila Walker, 1865
- M. tanamensis Schaus, 1916
- M. tantillus Grote, 1874
- M. temperata Schaus, 1916
- M. tristigma Dyar, 1914
- M. verrucata Dognin, 1912
- M. violascens Hampson, 1926
- M. viridescens Dyar, 1916
- M. viridis Schaus, 1912
- M. vividifer Dyar, 1916